# 海因里希王子 (巴騰堡)
亨利·莫里茨·巴腾堡（Henry Maurice Battenberg，1858年10月5日—1896年1月20日），巴腾堡王子，是黑森大公路德维希二世的孙子，亚历山大王子的第三子。巴滕贝格家族成員。

## 头衔、称号及纹章
- 1858年10月05日-1858年12月21日：巴滕贝格的海因里希伯爵殿下
His Illustrious Highness Count Henry of Battenberg
- 1858年12月21日-1896年01月20日：巴滕贝格的海因里希王子殿下
His Serene Highness Prince Henry of Battenberg
- 1885年07月22日-1896年01月20日：巴滕贝格的亨利王子殿下
His Royal Highness Prince Henry of Battenberg